# Mayto

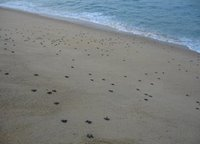
Liberando tortugas.

Campamento Tortuguero Mayto es una  reserva ecológica  situada en el municipio de Cabo Corrientes a 40 km de la carretera municipal del Tuito en el estado de Jalisco, México.Esta carretera es completamente pavimentada hasta Tehuamixtle, por lo que se hace bastante cómoda la llegada al campamento. 
Reciben no menos de 11 000 visitantes de todas las partes del mundo, aunque por lo regular son de nacionalidad estadounidense y canadiense, en menor cantidad se reciben japoneses, europeos y argentinos[cita requerida], en total hasta el día de hoy se han recibido visitantes de más de 20 países, además de alrededor de 5.000 estudiantes de diferentes partes de México. La mayoría de los turistas que visitan el campamento cada año, se encuentran caminando por la zona u hospedados en un hotel cercano al campamento, y por propia iniciativa deciden ir, ya que para asistir al campamento no se necesita ningún tipo de reservación , ni mucho menos, es un campamento completamente público. 

Por el gran desempeño que ha tenido el campamento de Mayto se quiere utilizar ese modelo de organización y funcionamiento para realizar un proyecto a nivel nacional como lo es el de protección al jaguar.[cita requerida]

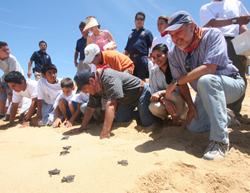
MAYTO.

## Instalaciones

### Equipamiento
- 11.4 km de playa
- Un área de campamento
- Estación meteorológica
- Internet por satélite
- Energía solar
- Cuatro cuatrimotos

### También cuenta con áreas recreativas
- Dos brincolines
- Dos albercas
- Cancha de voleibol y fútbol.

## Sistemas de comunicación
Los encargados cuentan una antena de radio de 40 metros de alto que ayuda a que la cobertura sea de 50 km a la redonda, que ayuda informando acerca de la humedad, cantidad de tortugas recibidas, cantidad de crías, estado del tiempo, días, meses y otros ciertos rasgos, que se presentan durante las observaciones que se les hacen a las tortugas, todos estos datos se presentan en forma de comparaciones reales. Cuenta también con 10 radios portátiles y dos de base, cuenta con Internet satelital inalámbrico y una antena que ayuda a él.

## Flora y fauna
Mayto se encuentra en un sector apartado de la carretera, por lo que su fauna no es afectada por ella. El campamento de Mayto ayuda a que la fauna se mantenga estable, al encontrarse una gran diversidad de animales incluyendo hasta mamíferos  como: pumas, venado cola blanca, mapaches, coatís, armadillos, zorrillos, zorros grises,  y últimamente tuvieron un coyote, bastantes roedores y murciélagos, siendo estos últimos los principales mamíferos.
También se pueden apreciar reptiles como: cocodrilos, un monstruo de Gila, iguanas verde e iguana negra y la iguana gigante, se pueden encontrar reptiles, como culebras ratoneras y boa lagartijera, coralillo y víbora de cascabel, mosquito, tarántula y por último, las tortugas marinas, a quien dedican principal atención. Animales extraños como tilcuate, lagartijas, lagartija cola de látigo, una de las más vistas por esos rumbos. La mayoría de las aves que llegan al estero son migratorias, permaneciendo por algunos días durante mayo en las costas. Suelen llegar en temporadas frías llegan aves como: garzas,   águilas, grullas, espátula rosada (platalea ajaja), patos de varios tipos. Otras aves de la región son el caracara plancus o quelele, gavilán, halcón y aguililla.
En la zona de Mayto predomina una vegetación halófita estas especies se caracterizan porque crecen en la arena y toleran la salinidad de las aguas del mar estas plantas son: matorral espinoso, manglar, huisaches, arbustos de hojas escasas y muchas espinas, y el pastizal que en temporada de lluvia predomina, pero en la sequía es escaso.
En la zona solo se conocen dos tipos de hierbas urticantes como la mala mujer y la hiedra.
Esta es una zona semidesértica por tal motivo no hay tanto mosquito y eso ayuda que haya más visitantes y se les haga más agradable el lugar, a los turistas se los llevan a ver tanto la fauna como la flora, y a pesar de que no hay autoridades que diga que es ilegal el maltrato hacia la flora y la fauna, procuran que no se le de mal trato.

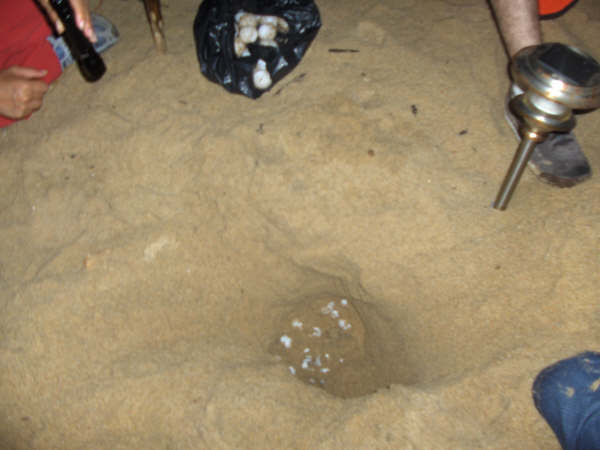
Huevos de tortuga en Mayto.

## El clima
El clima en Mayto es muy caluroso en verano, tiene lluvia escasas a lo largo de todo el año y en invierno es clima es seco y muy frío.

## Protección de las tortugas
La tortuga marina es una especie en peligro de extinción por lo que se ha dado a la tarea de protegerlas, tanto las madres como a las crías. A lo largo de su funcionamiento, el campamento tortuguero ha logrado recolectar más de 200 000 huevos y ha mantenido un 87% de natalidad en los huevos de tortuga recolectado y tratados para su preservación. La tortuga tiene varios períodos de llegada a las costas, generalmente su mayor arribo es a principios de agosto y termina a mediados de octubre, sin embargo sigue llegando durante todo el año. En el mes de octubre se recolectaron 83 tortugas y más de 850 huevos.
La gestación de las tortugas es de 45 días, pero puede variar dependiendo al clima, hasta llegar a los 60 días, ya que si la temperatura baja, el periodo de gestación puede aumentar hasta 8 días, y por el contrario si la temperatura aumenta.
De la tortuga golfina (Lepidochelys olivacea) al año se colectan más de mil nidos de esa especie y se liberan casi 80 mil crías cada año; de la tortuga negra o prieta (Chelonia mydas), anida más al sur y al año se colectan solo 10 nidos de esta especie y se liberan aproximadamente 500 crías; la tercera especie es la tortuga de carey (Eretmochelys imbricata), esta tortuga anida en zonas rocosas y aún no se ha recolectado ningún nido, solo se ha visto a las tortugas en la costa y; la cuarta tortuga es la tortuga laúd (Dermochelys coriacea) es la tortuga más grande del mundo puede llegar a medir hasta dos metros.[cita requerida] Tan solo en el 2005 se recolectaron 7 nidos de esta especie y se liberaron 350 crías. Del 2006 al 2007 se han colectado más nidos debido a que estas tortugas migran hasta Chile y Argentina, por lo que las poblaciones pueden tardar hasta 3 o 4 años en regresar a estas playas, estas tortugas anidan en las playas de Mayto, generalmente en las noches colocan de 50 a 150 huevos en cada nido, de los cuales los protectores, recolectan los huevos y los siembran nuevamente en corrales de incubación y posteriormente las crías eclosionan de entre 45 a 60 días después. Estas tortugas se alimentan de pastos marinos, peces, en ocasiones de caracoles, corales, medusas de mar o malaguas.  
Lamentablemente los depredadores naturales y los saqueadores, destruyen un 15% del total de huevos obtenidos[cita requerida], y aunque del total de huevos eclosionados solo logran sobrevivir dos tortugas por nido, el índice de supervivencia de la especie es alto. Las tortugas que sobreviven llegan otra vez a esa misma playa dentro de 20 o 30 años.
Dentro del campamento se estudia el comportamiento de las tortugas, desde su arribo a la playa hasta su salida. Se toman medidas de largo y ancho de la tortuga, de la distancia que existe entre su nido y la playa, que comúnmente es de 15 metros, se tiene una estación meteorológica que arroja datos sobre vientos, humedad y hace comparación sobre los momentos y condiciones que se tienen cuando mayor número de tortugas se encuentran poniendo huevos, la variación entre estos momentos, la sección a la que las tortugas arriban, la profundidad del nido, etc. En todo el mundo hay 8 especies diferentes de tortugas marinas, de las cuales solo 7 llegan a México a reproducirse a sus playas, y de esas 7 especies solo hay 4 que llegan a Mayto. La más común es la tortuga golfina (Lepidochelys olivacea), que es una de las más pequeñas. Esta especie de tortuga habita en las poblaciones más estables del mundo. Las otras son la tortuga de carey (Eretmochelys imbricata), la tortuga laúd (Dermochelys coriacea) y la tortuga prieta (Chelonia mydas). El periodo de incubación de la mayoría de estas tortugas es de 45 días, pero algo muy interesante es que el desarrollo de los huevos depende de la humedad y en especial de la temperatura del nido, ya que si la temperatura es baja tardan aproximadamente 8 días más en eclosionar los huevos, además el sexo de las tortugas marinas se define por la temperatura. Si la temperatura es muy alta, las crías de tortuga serán hembras, pero si es baja, las crías serán machos. Por la temperatura cálida de la zona en la que se encuentra el campamento, se presenta un gran índice de crías hembras al año. Muchas de estas tortugas han desovado muy pocas veces en estas playas, tal es el caso de la tortuga de Carey, que solamente dos veces ha desovado en estas playas y las ocasiones solo ha sido vista en el litoral de las playas.
El campamento tortuguero realiza diversas acciones para proteger la vida de las tortugas marinas, entre ellas la de vigilar y evitar el robo y saqueo de los huevos de estos animales, ya que en la actualidad el comercio de huevos y carne de tortuga, es uno de los principales problemas que afectan a las distintas especies que arriban a este campamento.
Soldados militares y navales visitan la zona con el fin de prevenir saqueos en los nidos. Sin embargo no se cuenta aún con el número y las condiciones adecuadas para que se establezcan hay. Eso no ha evitado que capturen a varias persones con hieleras llenas de huevos y se hayan evitado ganancias por más de 5 millones de pesos para estos saqueadores, a lo largo del funcionamiento del campamento.

## Cuidados y protección
El cuidado en esta reserva natural es muy bueno ya que hacen todo lo posible para que tengan lo necesario para la protección de los animales. 
Los protectores, se tomaron a la tarea de “acoplamiento” para poder desempeñarse en el campamento, así como lo ya mencionado no hay muchos lujos por así llamarlo, pero en realidad no hay, una comunicación como la puede haber en otros lugares, como lo son televisión, teléfono celular y local, para poder lograr la comunicación usan otros medios, tiene que tener condición porque las vida es algo rústica y olvidarse de las diversiones que se lleven relacionado disco o cine.
La vigilancia que se tiene que realizar por mar es un poco complicada, pero esto no debería de ser así, la gente debe tener concientización, para evitar que estén cazando a las tortugas, puesto que antes la caza era más notoria, ahora lo hacen a escondidas se podría decir así, y eso hace que sea complicada la vigilancia, puesto que no se tiene lanchas ni equipo marino para esto, y con respecto a los pescadores se le ve la manera de cómo pueden adquirir recursos de otra manera por lo que se les dio una mejor manera de hacer dinero, en vez de matar a las tortugas , se les dio la opción de invitar a los turistas a dar un paseo por el mar , así ven que es mejor cuidar a las tortugas que matarlas.
Se utilizan herramientas para el trato de los animales como: jaulas, corrales de anidación, para la captura, ratoneras gigantes, para atrapar mapaches, zorras y coatís estos son los principales depredadores de las crías de tortugas.
Por eso lo hacemos como controladores de esos animales en cautiverio un par de días y luego son liberados,  para mayor seguridad de los trabajadores al momento de la captura utilizan varias herramientas, utilizan un gancho de metal para las serpientes; para los murciélagos, se utilizan los guantes gruesos, porque algunos contagian rabia
y pues los animales deben ser manejados con cuidado como cocodrilos, iguanas negras y culebras no son venenosos pero sus mordidas son muy fuertes y se necesita entrenamiento.
En el campamento se cuenta con antídotos solo para las picaduras de alacranes, por lo que si llegaran a ser picados por una culebra no cuentan con lo necesario, pero son muy raros. Pero si fuera así se tendría que solicitar en centros de salud, ya que son muy delicados también.

## Apoyo externo
El Campamento Tortuguero de Mayto cuenta con el apoyo de 3 elementos de la Unidad Municipal de Protección Civil, de Puerto Vallarta, quienes apoyan a los biólogos durante las excursiones, así como de escuelas externas y excursiones del extranjero, brindando apoyo en primeros auxilios y de guardavidas durante los diferentes recorridos que se realizan en el campamento ya sea por mar o tierra.
Contando para ello con equipo de atención pre-hospitalario.
- Botiquín de primeros auxilios (Equipo de Trauma)
- Botiquín de Vías aéreas
- Equipo de inmovilización (camilla rígida, collarín cervical, férulas neumáticas)
- Área de enfermería.

Incluyendo dentro de las actividades de campamento un curso de primeros auxilios básicos impartido por el personal de Protección Civil.
- Datos: Q6007785